# Dimitrij Ovtcharov
Dimitrij Ovtcharov (Kiev, 2 de setembro de 1988) é um mesa-tenista alemão de origem ucraniana.

## Carreira
Dimitrij Ovtcharov é o atual 12º melhor jogador de tênis de mesa do mundo, segundo o Internetional Table Tennis Federation (ITTF). De acordo com a mesma instituição a, ITTF, alcançou o topo do ranking em janeiro de 2018, o que mostra que a China não é a potencia absoluta do esporte. Representou seu país nos Jogos Olímpicos de 2008 e 2012, na qual conquistou a medalha de prata por equipes e dois bronzes, por equipes e individual.